# Égrenne
Pour les articles homonymes, voir Égrenne (homonymie).
L’Égrenne est une rivière française de Normandie, affluent de la Varenne (rive droite).

## Étymologie
Sa forme ancienne est Egrenna en 1020, peut-être du prélatin *I(s)carena.

## Géographie
L'Égrenne nait au pied du point culminant (368 mètres) du département de la Manche à Chaulieu, à proximité de la source de deux fleuves côtiers : la Vire à environ 800 mètres au nord et la Sée à l'ouest. Le Noireau, affluent de l'Orne, prend également sa source un peu à l'est. 
Elle fait immédiatement fonction de limite avec le département de l'Orne. Après un parcours de 36,7 kilomètres vers le sud dans un bocage du nord-ouest du Massif armoricain, elle rejoint la Varenne en limite des communes de Saint-Mars-d'Égrenne et Torchamp à une altitude de 115 mètres.
La source de l'Égrenne est pratiquement le point le plus septentrional du bassin de la Loire (le plus au nord appartient en fait au bassin de l'un de ses tout  premiers petits affluents gauches).

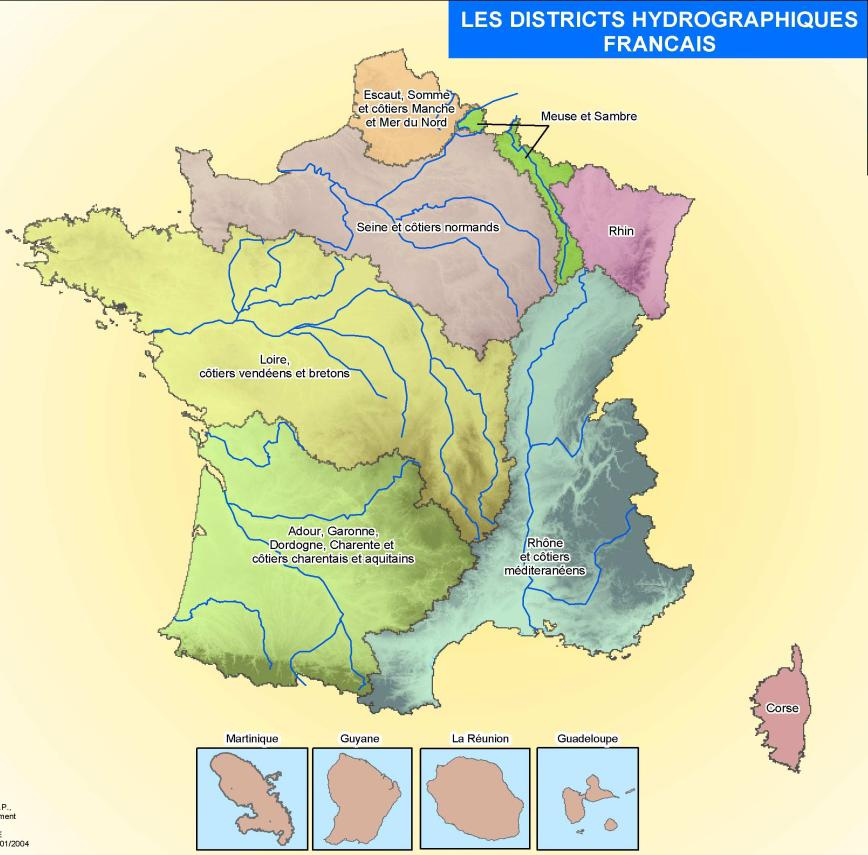
L'Égrenne est la rivière la plus septentrionale du bassin de la Loire.

## Pêche et biotope
L'Égrenne est classée rivière de première catégorie jusqu'au pont de la D907 où elle passe en deuxième catégorie. Une présence optimale de la truite fario a motivé la protection de son biotope. Le chabot et la lamproie de Planer sont également notablement présents.

## Affluents
Occupant dans un premier temps un bassin étroit entre ceux du Noireau et de la Sée, l'Égrenne ne reçoit dans sa haute vallée que les eaux d'affluents courts (moins de 6 km). Ce n'est qu'à quelques kilomètres de sa confluence, en rive droite, qu'elle reçoit ses deux principaux affluents : la Sonce, au sud du territoire de La Haute-Chapelle, venant de la forêt de la Lande Pourrie, et le ruisseau du Pont Barrabé à Saint-Mars-d'Égrenne, venant de l'ouest du Passais.

## Communes traversées

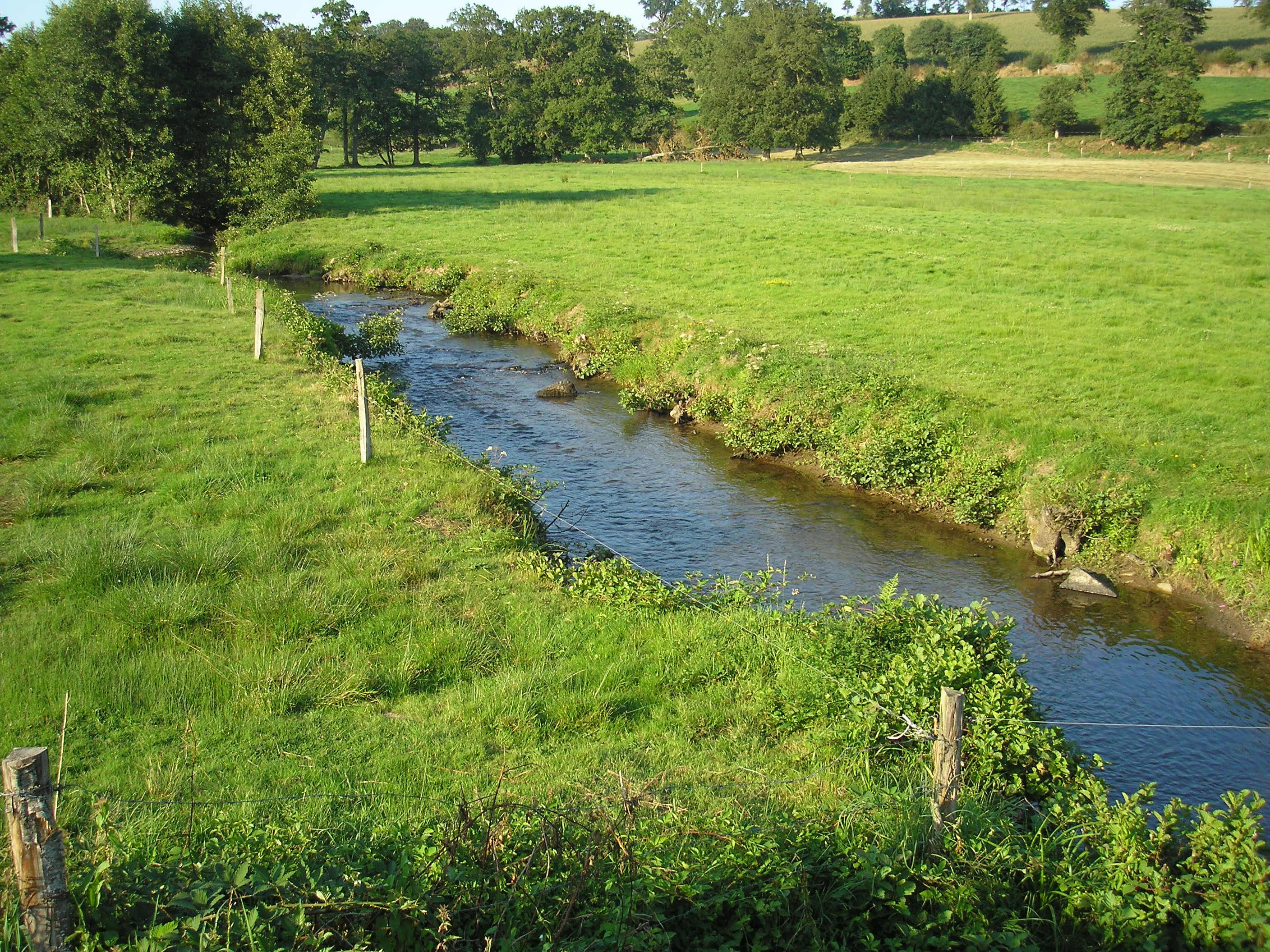
La rivière à sa sortie du département de la Manche, entre Beauchêne et Lonlay-l'Abbaye.

La rivière traverse une région rurale, la commune la plus peuplée est Sourdeval (3 113 habitants en 2020), mais le territoire de celle-ci est très majoritairement dans le bassin de la Sée. La commune la plus importante pour la vallée de l'Égrenne est donc plutôt Lonlay-l'Abbaye.
Source
En limite de Chaulieu (Manche) et Saint-Christophe-de-Chaulieu (Orne).
L'Égrenne en limite de départements et de communes
- Côté Manche : Sourdeval, Le Fresne-Poret, Ger
- Côté Orne : Tinchebray-Bocage (communes déléguées de Saint-Jean-des-Bois, Yvrandes et Beauchêne)

Basse-vallée (département de l'Orne)
Lonlay-l'Abbaye, Domfront en Poiraie (commune déléguée de La Haute-Chapelle), Saint-Gilles-des-Marais (en limite), Saint-Mars-d'Égrenne. À noter que Saint-Roch-sur-Égrenne n'est pas sur le cours principal de la rivière, mais un de ses bras la borde. Le confluent avec la Varenne est sur la limite entre Saint-Mars-d'Égrenne et Torchamp.

## Statut
La haute-vallée de l'Égrenne est classée en zone naturelle d'intérêt écologique, faunistique et floristique de type I, sous le no 250020067. La zone couvre les territoires des communes suivantes : Saint-Bômer-les-Forges, Sourdeval, Saint-Cornier-des-Landes, Lonlay-l'Abbaye, Saint-Christophe-de-Chaulieu, Ger, Saint-Jean-des-Bois, La Haute-Chapelle, Chaulieu, Le Fresne-Poret,  Beauchêne et Yvrandes.

## La vallée de l'Égrenne
- L'abbaye de Lonlay (XIe siècle).
- Manoirs de la Chaslerie (XVIe siècle) et de la Saucerie (porte monumentale du XVIe siècle) à La Haute-Chapelle.